# André Cornélis
André Cornélis er en fransk stumfilm fra 1918 af Jean Kemm og Georges Denola.

## Medvirkende
- Romuald Joubé
- Pierre Magnier
- Henry Krauss
- Paul Duc
- Marie-Louise Derval